# Кросс Юманите 1947
X Кросс Юманите состоялся 23 февраля 1947 года в Венсенском лесу (Париж).
Реванш ветерана советской сборной (был 4-м ещё в 1939 году) Александра Пугачевского не состоялся. FFA запретила французским спортсменам участвовать в кроссе Юманите под угрозой исключения из международных соревнований.
Чемпион Европы в стипльчезе 1946 года и победитель кросса Юманите в 1945—1946 гг. француз Рафаэль Пюжазон 2 марта выиграл кроссе в Лиможе. 30 марта он выиграл Кросс наций.
В его отсутствие выиграл Александр Пугачевский. Вторым был ещё один ветеран Станислав Пржевальский и третьим будущий победитель кросса 1948 года югослав Джордже Стефанович.
| Место | Спортсмен              | Время |
| ----- | ---------------------- | ----- |
| 1     | Александр Пугачевский  |       |
| 2     | Станислав Пржевальский |       |
| 3     | Джордже Стефанович     |       |
| 4     | Алексей Тюленев        |       |
| 5     | Владимир Казанцев      |       |
| 6     | Галло                  |       |
| 7     | Алликс                 |       |
| 8     | С. Вакуров             |       |
| 9     | Григорий Ермолаев      |       |
| 10    | Яков Пунько            |       |
| …     | …                      | …     |

| Место | Спортсменка                               | Время |
| ----- | ----------------------------------------- | ----- |
| 1     | Анна Зайцева                              | 9.13  |
| 2     | Людмила Горностаева                       | 9.16  |
| 3     | Ольга Овсянникова                         |       |
| 4     | Лидия Романова                            |       |
| 5     | Тамара Панкратова                         |       |
| 6     | Союз Советских Социалистических Республик |       |
| 7     | Союз Советских Социалистических Республик |       |
| 8     | Жосо                                      |       |
| 9     | Делепино                                  |       |
| 10    | Файяр                                     |       |
| …     | …                                         | …     |